# 오리나무잎벌레
오리나무잎벌레(학명: Agelastica coerulea, 영어: Japanese alder leaf beetle)는 곤충류의 한 종이다. 낮은 산지의 오리나무 잎이나 그 주변에서 볼 수 있다. 성충은 4월 말부터 나타나 오리나무 잎을 갉아먹는다. 오리나무에 피해를 입히는 곤충이므로 산림병해충으로 분류한다.

## 형태
몸길이 6∼7mm이며 몸은 긴 달걀 모양이며 몸빛깔은 광택이 나는 어두운 남색이나 자색을 띤다. 촉각(더듬이)은 검은색으로 실 모양이다.  또한 서식지는 한국·일본·중국·헤이룽강(아무르강)·시베리아·미국 등지에 분포한다.

## 피해
- 성충과 유충이 동시에 오리나무 잎을 식해한다.
- 수관 아래의 잎부터 식해하기 시작하여 점차 위로 올라간다.
- 잎살만먹기 때문에잎이붉게변색되며1마리의섭식량은약100㎠이다.
- 피해를 받은 나무는 8월경에 부정아가 나와 대부분 소생하나 2∼3년간 계속 피해를 받으면 고사되기도 한다.[3]

## 진단
- 피해 증상은 성충, 유충이 잎맥만 남기고 잎을 모조리 먹어 버려 7~8월이면 잎이 밑에서부터 빨갛게 변한다.
- 어린 유충은 잎 뒷면에서 머리를 가지런히 병렬하여 엽육만 먹다가 성장하면 분산하여 먹으며,피해는 수관하부부터 심하게 나타난다.  잎이 몹시 불게 변색되어 멀리서도 발견이 쉽다.

## 생태
- 연 1회 발생하며 지피물 밑 또는 흙속에서 성충으로 월동한다.
- 월동한 성충은 4월 하순부터 나와 새잎을 잎맥만 남기고 잎살을 먹으며 생활한다.
- 5월 중순∼6월 하순에 300여개의 알을 잎 뒷면에 50∼60개씩 무더기로 산란한다.
- 15일 후에 부화한 유충은 잎 뒷면에서 머리를 나란히 하고 잎살을 먹다가 성장하면서 나무 전체로 분산하여 식해한다.
- 유충의 가해기간은 5월 하순∼8월 상순이고 유충기간은 20일 내외이다.
- 2회 탈피한 유충은 6월 하순∼7월 하순에 땅속으로 들어가 흙집을 짓고 번데기가 된 후 20여일후인 7월 중순부터 신성충이 우화하여 다시 잎을 식해하다가 8월 하순경부터 지면으로 내려와 월동에 들어간다.[3]

## 대한민국에서의 피해
2006년 7월 10일 기준으로 강원지역에서 최근 오리나무 잎벌레 피해가  확산되고 있다. 10일 강원도에 따르면 춘천지역의 도심에 위치한 봉의산, 삼악산 등 도내 곳곳에서 오리나무 잎벌레 피해가 확산되고 있다. 강원도의 경우 지난해 고성 150ha, 춘천 140ha, 삼척 120ha, 강릉 90ha 등 모두 757ha에서 오리나무 잎벌레 피해가 발생했다.
2012년 7월 18일 기준으로 결과 원주~강릉을 연결하는 영동고속도로 주변에는 솔잎혹파리 피해로 소나무림 3700㏊의 생육이 떨어져 적갈색을 보이고 있는 것으로 파악됐다. 같은 지역 오리나무도 잎벌레 피해로 25㏊가 붉은색으로 변해 시들어 있는 것으로 확인됐다.
2019년 기준으로 현재까지 방제 작업을 실시하고 있다.

## 방제법
화학적 방제
4∼6월 하순에 성충과 유충을 동시에 방제할 수 있는 티아클로프리드 액상수화제(10%) 또는 페니트로티온 유제(50%) 1000배액을 10일 간격으로 2회 수관 살포한다.
생물적 방제
포식성 천적인 무당벌레류, 풀잠자리류, 거미류, 조류 등을 보호한다.
물리적 방제
5∼6월에 알 덩어리나 모여 사는 유충이 있는 잎을 채취 소각한다.